# Strophanthus thollonii
Strophanthus thollonii är en oleanderväxtart som beskrevs av Adrien René Franchet. Strophanthus thollonii ingår i släktet Strophanthus och familjen oleanderväxter. Inga underarter finns listade i Catalogue of Life.